# Татарско-Сараловское сельское поселение
Татарско-Сараловское се́льское поселе́ние — муниципальное образование в Лаишевском районе Татарстана Российской Федерации.
Административный центр — село Татарские Саралы.

## История
Статус и границы сельского поселения установлены Законом Республики Татарстан от 31 января 2005 года № 28-ЗРТ «Об установлении границ территорий и статусе муниципального образования "Лаишевский муниципальный район" и муниципальных образований в его составе».

## Население
| 2010 | 2011 | 2012 | 2013 | 2014 | 2015 | 2016 |
| ---- | ---- | ---- | ---- | ---- | ---- | ---- |
| 366  | ↗367 | ↘365 | ↗368 | ↗372 | ↗373 | ↗376 |
| 2017 | 2018 |      |      |      |      |      |
| ↘368 | ↘362 |      |      |      |      |      |

## Состав сельского поселения
| № | Населённый пункт | Тип населённого пункта       | Население |
| - | ---------------- | ---------------------------- | --------- |
| 1 | Русские Саралы   | посёлок                      | 37        |
| 2 | Татарские Саралы | село, административный центр | ↘330      |